# Half-Life
 (mars 2020).
Si vous disposez d'ouvrages ou d'articles de référence ou si vous connaissez des sites web de qualité traitant du thème abordé ici, merci de compléter l'article en donnant les références utiles à sa vérifiabilité et en les liant à la section « Notes et références ».
Half-Life, stylisé HλLF-LIFE, est une série de jeux vidéo de tir à la première personne de science-fiction. La série doit son nom au mot anglais signifiant demi-vie qui fait référence à la radioactivité.

## Jeux vidéo
| 1998 | Half-Life                 |
| 1999 | Half-Life: Opposing Force |
| 2000 |                           |
| 2001 | Half-Life: Blue Shift     |
| 2002 |                           |
| 2003 |                           |
| 2004 | Half-Life 2               |
| 2005 |                           |
| 2006 | Half-Life 2: Episode One  |
| 2007 | Half-Life 2: Episode Two  |
| 2008 |                           |
| 2009 |                           |
| 2010 |                           |
| 2011 |                           |
| 2012 |                           |
| 2013 |                           |
| 2014 |                           |
| 2015 |                           |
| 2016 |                           |
| 2017 |                           |
| 2018 |                           |
| 2019 |                           |
| 2020 | Half-Life: Alyx           |

### Half-Life
Le protagoniste de la série est Gordon Freeman. Cependant, les deux extensions du jeu font chacune incarner au joueur un personnage différent permettant d’apporter d’autres points de vue sur l’incident de Black Mesa.
- Half-Life (1998) : Le jeu débute quelques minutes avant l’incident de Black Mesa. Le joueur incarne Gordon Freeman, participant à l’expérience depuis l’intérieur même de la chambre de test où elle a lieu, et est donc aux premières loges pour assister à la catastrophe qui se produira. Il se retrouve ensuite dans ce qui reste de la base, infestée de monstres. Cet opus reste comme un symbole de l’apparition des plus grands FPS, avec Perfect Dark. Une version remasterisée utilisant le moteur Source est sortie en 2004 sous le nom d'Half-Life: Source.
- Half-Life: Uplink (1999) : Un niveau de jeu retiré de Half-Life, mais disponible gratuitement en téléchargement, l'histoire se passe 48 heures après la catastrophe de Black Mesa, c’est-à-dire au milieu du jeu Half-Life. Le joueur incarne Gordon Freeman et doit faire évacuer le complexe lambda (λ). Le niveau montre clairement que les militaires ont abattu de sang-froid un grand nombre de chercheurs, ce qui laisse penser que cela faisait partie de leur ordre de mission.
- Half-Life: Opposing Force (1999) : Le jeu débute approximativement peu de temps après la catastrophe de Black Mesa. Le joueur incarne le caporal Adrian Shepard, un des nombreux Marines envoyés sur les lieux pour reprendre le contrôle de la situation.
- Half-Life Generation ou Blue-box (2000) : Un ensemble comprenant Half-Life, Opposing Force, Counter Strike, Blue Shift, Team Fortress, et Deathmatch Classic, une série des jeux issus de Half-Life et sortis vers cette même période.
- Half-Life: Decay (2001) : C'est un jeu coopératif pour deux joueurs qui reprend les évènements de Black Mesa. Les joueurs incarnent deux docteurs, Gina Cross et Colette Green.
- Half-Life: Blue Shift (2001) : Le jeu place l'action au même moment que Half-Life. Le joueur est dans la peau de Barney Calhoun, un agent de sécurité de Black Mesa situé dans un complexe voisin à celui des matériaux anormaux responsable de l’explosion.

### Half-Life 2
Le héros principal reste Gordon Freeman, le joueur n'incarne pas d’autres personnages dans les différentes itérations d'Half-Life 2.
- Half-Life 2 (2004) : L’histoire se déroule deux décennies après la fin de Half-Life, une fois accomplie la prise de la Terre par le Cartel, et débute lorsque le G-Man sort Gordon Freeman de sa « pause ». Le joueur incarne alors ce dernier, et se retrouve dans une ville, Cité 17, dominée par une gigantesque tour, La Citadelle.
- Codename: Gordon (2004) : Un jeu de plateforme en flash relatant l'aventure Half-Life 2. Le joueur incarne Gordon Freeman.
- Half-Life 2: Lost Coast (2005) : Une démo technique réalisée par Valve afin de présenter sa nouvelle technologie graphique : le HDR (High Dynamic Range), procurant au joueur une qualité visuelle améliorée, notamment au niveau du rendu des éclairages.
- Half-Life 2: Episode One (2006) : Le jeu prend la suite directe d'Half-Life 2 et relate l'explosion de la Citadelle, la prise de contrôle de Cité 17 par la résistance humaine et la fuite de Gordon Freeman et Alyx Vance de la ville.
- Half-Life 2: Episode Two (2007) : L'histoire se déroule à la suite de Half-Life 2: Épisode One, le joueur doit rejoindre une base de la résistance, White Forest. Ce volet, contrairement au précédent, améliore le GamePlay grâce à de nouvelles armes et de nouveaux ennemis.

### Half-Life: Alyx
Le 18 novembre 2019, Valve annonce pour la première fois Half-Life: Alyx, un jeu en réalité virtuelle faisant partie de la série Half-Life. Le jeu, dont l'intrigue se déroule entre celles des deux premiers jeux de la série, est sorti le 23 mars 2020,.

### Futur
Valve avait annoncé que les épisodes de Half-Life 2 constituerait une trilogie, devant s'achever à la fin de 2007. Le prochain jeu de la franchise, officieusement nommé Half-Life 2: Episode Three ou Half-Life 3, n'est pas sorti et ne fit l'objet d'aucune communication officielle chez Valve, malgré les demandes très soutenues de la communauté de fans,,. Marc Laidlaw révéla en 2017 le scénario composé pour ce troisième épisode.
À la suite de la sortie de Half-Life: Alyx en 2020, Valve annonce dans un documentaire intitulé The Final Hours of Half-Life : Alyx que le moteur de jeu Source ne répond pas aux exigences techniques que souhaiterait Valve et que celui-ci a donc décidé d'annuler les sorties de plusieurs jeux dont Half-Life 3 et Left 4 Dead 3,. Robin Walker, développeur chez Valve affirme que « ce n'est pas la fin » de la franchise.

## Guides
Des guides officiels ont été publiés pour accompagner le joueur :
- Half-Life : Guide officiel de jeu, Prima Games, 1999 ;
- Half-Life 2: Raising the Bar, Prima Games, 2004  (ISBN 0-7615-4364-3) ;
- Half-Life 2 : Guide de jeu officiel de Prima, Prima Games, 2004.

## Principe de narration
L’ensemble de l’œuvre est vu à travers les yeux du protagoniste concerné (le plus souvent Gordon Freeman), et l’environnement se comporte d’une manière sensée sans prendre considération que l’œuvre est un jeu vidéo, et qu’un joueur se trouve derrière. Dans le même esprit, les cinématiques ou les transitions n’existent pas, mais sont vues simplement à travers les yeux du personnage. On suit simplement en temps réel les actions du personnage, sans la moindre coupure tout au long de l’histoire.
Les informations glissées dans les conversations ne sont pas fournies dans le but d’expliquer au joueur le but qu’il a à accomplir ou la situation actuelle, mais bien au personnage directement. Il en résulte un univers flou et intrigant où certaines pièces manquent. L’année des différents épisodes est par exemple inconnue, car le personnage se doute bien de la date exacte, il serait incongru que quelqu’un lui place cette date dans une discussion. Les autres informations pouvant donner des éléments supplémentaires de l’histoire ne sont pas données directement au joueur, c’est à lui de les trouver et d’essayer de comprendre.

## L’univers deHalf-Life

### Personnages
- Gordon Freeman, docteur en physique, est le héros principal de la série. Le joueur l’incarne dans Half-Life, Half-Life: Uplink, Half-Life 2, Half-Life 2: Lost Coast, Half-Life 2: Episode 1, Half-Life 2: Episode 2, et apparaît dans Half-Life: Opposing Force et Half-Life: Blue Shift et Half-Life: Alyx
- Le G-Man, dont le rôle est encore très flou, est un personnage en costume qu’on aperçoit à plusieurs reprises dès le début de la saga. À la fin du premier volet, il propose à Gordon Freeman de travailler pour son organisation. C’est lui qui « réveille » Gordon dès le début du second volet pour le faire prendre part à la révolte de Cité 17. On ne sait pas pour qui il travaille mais il semble avoir un rôle important dans les événements de Black Mesa et de Cité 17 : il est présent dès les débuts de l’expérience dans Half-Life, prend part au retrait des marines dans Opposing Force, et c’est lui qui pousse Gordon à renverser le cartel dans Half-Life 2. Il apparaît dans les jeux Half-Life, Half-Life: Opposing Force, Half-Life: Blue Shift, Half-Life 2, Half-Life 2: Episode One, Half-Life 2: Episode Two et Half-Life: Alyx.
- Barney Calhoun est un garde de sécurité de Black Mesa. On l’aperçoit dès le début du premier volet (Half-Life). Dans Blue Shift, le joueur incarne Barney pour sauver une équipe de scientifiques et les faire sortir de Black Mesa. Barney revient dans Half-Life 2, où il combattra aux côtés de Gordon Freeman. C’est un des chefs de la résistance face au Dr Breen. Il apparait également dans Half-Life 2: Episode One.
- Adrian Shephard incarné par le joueur dans Opposing Force, est un soldat des Marines américaines envoyé à Black Mesa pour « nettoyer » et pacifier la situation. L’invasion xennienne du complexe va bousculer la mission, et le joueur prend le contrôle d’un Shepard blessé, dont la mission est d’éliminer Gordon Freeman et de réduire au silence le personnel de Black Mesa. Au fur et à mesure de sa progression, le joueur, via Shepard, va découvrir que ses collègues des Marines ont abandonné la zone, laissant les Black Ops (troupes d’élite indépendantes) le soin d’activer une tête thermonucléaire. Adrian va désactiver la bombe, mais le G-Man la réactivera aussitôt. À la fin du jeu, ce même G-Man place Shepard en stase, « quelque part où il ne peut pas faire de mal, et où on ne peut pas lui faire de mal », après que la bombe nucléaire a explosé, réduisant Black Mesa en cendres.
- Alyx Vance est la fille du docteur Eli Vance. Née à Black Mesa, elle a fui avec son père après l’incident. Elle fait partie du réseau de résistance de Cité 17, où elle escorte Gordon Freeman lors de passages difficiles. Au fur et à mesure de leur progression, elle semble s’attacher assez fort à Gordon Freeman. Elle apparaît dans Half-Life 2, Half-Life 2: Episode One et dans Half-Life 2: Episode Two, et est le personnage principal de Half-Life: Alyx.
- Le docteur Eli Vance est un ancien scientifique de Black Mesa qui fait partie comme sa fille de la résistance de Cité 17. Il a perdu une de ses jambes lors de l’incident de Black Mesa, remplacée par une prothèse. Sa femme est décédée lors de cet incident. Sa fille, Alyx Vance, elle est toujours vivante. Eli Vance apparaît dans Half-Life, Half-Life 2, Half-Life 2: Episode One et Half-Life 2: Episode Two, il meurt d’ailleurs à la fin de cet épisode. Il est cependant ramené à la vie lors de la conclusion de Half-Life: Alyx.
- Le docteur Isaac Kleiner, ancien collègue d'Eli Vance, est également un membre de la résistance de Cité 17. Malgré son caractère de scientifique à la tête en l'air, il occupe un rôle important dans l'histoire de la série et est connu dans l'univers pour ses avancées dans sa recherche sur la téléportation. Il en a sa possession un crabe de tête domestiqué nommé Lamarr. Ce dernier fait accidentellement malfonctionner le téléporteur expérimental de Dr. Kleiner, transportant Gordon Freeman à l'extérieur de son laboratoire au début de Half-Life 2. Il apparait également dans Half-Life 2: Episode One, Half-Life 2: Episode Two, et Half-Life: Alyx.
- Judith Mossman est une scientifique du réseau de résistance de Cité 17. Au fur et à mesure de sa progression, le joueur va découvrir que Judith travaille en réalité pour le Dr Wallace Breen, qui l’a chargée d’infiltrer la résistance. Lors du chapitre final du jeu, un rebondissement se produit : Judith n’est pas celle que l’on croyait. En effet, celle-ci se retourne contre Breen lorsque Eli, Alyx et Gordon sont en danger de mort. Finalement, Judith promet de veiller sur Eli pendant qu’Alyx et Gordon se lancent à la poursuite de Breen. Le fait que Judith Mossman ait infiltré la citadelle puis détruit son leader montre la relation de ce personnage avec la Judith antique. Elle apparaît dans Half-Life 2 et Half-Life 2: Episode One.
- Chien est un robot construit par Eli Vance pour protéger sa fille Alyx. Chien combat plusieurs fois aux côtés du joueur, mais ne reste bien souvent qu’un personnage de transition. Il apparait dans Half-Life 2, Half-Life 2: Episode One et Half-Life 2: Episode Two . C’est un robot humanoïde qui a été programmé pour avoir une allure et une démarche de gigantesque gorille. Il est d’ailleurs capable, en s’aidant de ses bras articulés, de grimper comme un singe le long des murs.
- Le docteur Wallace Breen, ancien administrateur du complexe scientifique de Black Mesa pendant l’incident, il devient, comme Nihilanth sur le monde frontière Xen, le représentant de l’ordre et du Cartel sur Terre. Pour accéder à ce poste, le Dr Breen a signé la reddition de la Terre lors de la Guerre de Sept Heures, recevant de ce fait comme récompense la construction de la Citadelle. Persuadé que le Cartel est l’avenir de l’humanité et qu’il pourra lui accorder l’immortalité, Breen dirige Cité 17 et la Terre d’une main de fer via un système de dictature. Il apparaît dans Half-Life 2 et Half-Life 2: Episode One.

### Créatures

#### Xenofaune
Xen est un monde extraterrestre possédant son propre écosystème. La plupart de ses créatures sont hostiles et dangereuses.
- Barnacle : Les barnacles sont une espèce extraterrestre originaire de Xen. Ces animaux s’accrochent habituellement au plafond de grottes ou d’installations et laissent pendouiller leur langue collante. Ils attendent alors qu’une proie soit touchée et l’attirent alors jusqu’à leur gueule pour la dévorer. Les barnacles sont une espèce avec très peu d’intelligence, comparables à des mollusques. Si leur langue s’agrippe à un objet quelconque, même une simple caisse, le barnacle l’attirera, pensant à une proie, jusqu’à ce qu’il se rende compte qu’il n’est pas comestible. Les cadavres de Barnacle sont semblables à de petits amas de matière organique qui produisent de la nourriture en continu pour d’autres espèces Xeniennes.
- Crabe de tête : Les crabes de tête ont la fâcheuse tendance de s’accrocher à la tête de leurs victimes afin de les transformer progressivement en zombies. Dans Half-Life, alors que le joueur pouvait constater différentes étapes de mutation des savants contaminés, il en est autre chose dans Half-Life 2. En effet, la population alien voulant se répandre plus vite sur Terre, des bombardements massifs d’ogives creuses remplies de crabes ont eu lieu dans Cité 17. De plus, certaines catégories de crabes mutés sont capables de se déplacer plus rapidement, de faire plus de dégâts (via la sécrétion de neurotoxines), et d’attaquer en groupe. Les crabes de tête sont en fait de simples animaux originaires du monde Xen. Leurs larves sont pondues par de gigantesques versions de ces mêmes crabes, des « mères » de quatre mètres de haut.
- Vortigaunt : Les vortigaunts (ou alien slaves, esclaves aliens en anglais) sont des créatures de Xen. Dans Half-Life premier du nom, ceux-ci étaient des ennemis du joueur, utilisant leur propre langage « vortal ». Dans Black Mesa, ces vortigaunts attaquaient donc le joueur ainsi que les populations terriennes (scientifiques et militaires). Dans Half-Life 2, les vortigaunts se sont alliés à la résistance humaine (et au « mystère », c’est-à-dire le G-Man) contre le Cartel. Ce changement de camp a été entraîné par la destruction du Nihilanth, qui les a libéré, ce qui laisse à penser que le Cartel a bel et bien colonisé Xen, et asservi la population en nommant un chef (le Nihilanth). Les Vortigaunts sont capables en se concentrant, de projeter des salves énergétiques à l’aide de leur œil unique. Ils parlent leur propre langue, mais sont également capables d’apprendre le langage des humains, comme en témoignent leurs représentants dans la résistance terrienne face au Cartel. Leurs représentants ont d’ailleurs fui Xen libéré vers la Terre, pour échapper à la colère du Cartel, dès lors que la volonté que leur imposait Nihilanth fut brisée. Ils parlent à d’autres personnes à la troisième personne.
- Fourmilions : Ces animaux, probablement originaires de Xen, vivent dans de gigantesques ruches souterraines, dans des sols meubles (et pas dans la roche). Leurs œufs sont pondus par de gigantesques reines mères fourmillions, capables de contrôler leurs congénères et de les appeler à l’aide de phéromones, de la même façon que nos fourmis terriennes. Les fourmillions sont extrêmement agressifs pour tous ceux qui pénètrent sur leur territoire. Ils possèdent un système d’écholocation qui leur permet de repérer toute vibration (comprenant des bruits de pas) sur le sol. Les soldats fourmilions sont munis d’ailes leur permettant de voler sur de courtes distances. Ils ne peuvent néanmoins vivre dans un environnement aquatique. Avec l’arrivée de la faune xenienne sur Terre, les fourmillions se sont installés entre autres sur tous les terrains meubles terriens, capables de se déplacer dans le sous sol aisément. Ils ont des périodes reproduction durant lesquelles ils sont plus agressifs.
- Bullsquid : Ce sont, eux aussi, des créatures de Xen. Rampants, ils peuvent cracher de l’acide sur une très longue portée ou encore donner de très violents coups de queue.
- Houndeye : Ces petits animaux originaires de Xen se déplacent en bandes habituellement de cinq-six individus. Ils sont semblables à des chiens extraterretres, extrêmement peureux. Placés sous le coup d’une vive émotion, ou pour se défendre, l’Houndeye pousse des hurlements stridents et produits des ondes de choc qui peuvent causer la mort des personnes environnantes.

#### Cartel
Le Cartel, officiellement « Union Universelle » est une puissante force extraterrestre qui a pris le contrôle de la Terre et en exploite impitoyablement les ressources. Le Cartel apparait à partir de Half-Life 2 sous les traits de son homme de paille, le docteur Wallace Breen qui se charge de la propagande et de la répression, et de forces trans-humaines. Le vrai visage du Cartel est révélé dans les épisodes suivants.
- Combine : Ils forment les troupes d’intervention d’élite au service de ceux qui ont envahi la terre mais cela peut aussi désigner les « metropolice » : miliciens chargés de la surveillance des villes et de l’interpélation des fugitifs. Ils sont les principaux sbires du Dr Breen, utilisé en tant que médiateur entre la terre et l’organisation maléfique nommée « Cartel ». Il s’agit pour la plupart d’humains modifiés génétiquement dans des endroits tels que le laboratoire de Nova Prospekt et la Citadelle. Ils tiennent en respect les humains et sont équipés soit : d’un H&K MP-7 PDW qui est l’arme standard des combines soit d’un fusil à pompe (cela concerne plus les gardiens de Nova Prospekt) ou encore du fusil à impulsion AR 2 (arme standard des « Combines élites » qui protègent la Citadelle) qui peut lancer une boule d’énergie qui rebondi partout et désintègre toutes matière organique, ainsi que d’une combinaison de protection, leur corps n’étant pas adaptés à l’environnement actuel (en attendant une terraformation de la planète). Selon la propagande du Cartel, ils sont le devenir de l’évolution humaine, les personnes non aptes au combat étant plutôt transformées en Stalkers (marcheurs) qu’en Combines.
- Stalkers : Humains transformés en esclaves par le Cartel. Il s’agit de tous ceux qui n’étaient pas aptes pour faire partie de la milice ou des soldats du Cartel ou qui sont le fruit d’expériences ratées. Les Stalkers sont ainsi nommés à cause de leur démarche lente et saccadée. Ils ressemblent à des zombies cadavériques et n’ont plus d’âme, détruite par les horribles expériences pratiquées sur eux. On ne les retrouve pas encore au grand jour, à cause de leur aspect terrifiant. Ils officient donc surtout dans des lieux secrets comme à l’intérieur de la Citadelle, ou dans des laboratoires comme celui de Nova Prospect.
- Strider : Araignée géante (enjambeur en traduction littéraire) possédant une mitrailleuse à impulsion et un canon à ions qui déforme l’espace quand il tire. Elle a le don de transpercer les rebelles avec ses pattes mais n’aime pas se faire arroser de roquettes. Il s’agit de gigantesques tripodes, basées sur le même principe de construction que les appareils de combats volants de la milice. Il est fort probable que ces deux types d’appareils ne soient pilotés par personne et soient en fait des productions mi-biologiques, mi-mécaniques, ayant une conscience. Des appareils cyborgs extrêmement dangereux. Dans Half-Life 2: Episode Two, une scène montre un combat entre un Strider et Chien, ce dernier le terrassant en ouvrant le crâne du tripode et en extrayant un cerveau, causant la désactivation immédiate de l'engin.
- Chasseur : Mini-strider se déplaçant bien plus rapidement que ce dernier. Doté d’un double canon, il projette des dards qui blessent à l’impact puis lors de leur explosion quelques instants plus tard. Apparaît dans Half-Life 2: Episode Two.

### Lieux
Plusieurs lieux sont importants dans Half-Life, notamment ceux utilisés dans les différents jeux vidéo. En voici quelques-uns parmi les plus importants.
- Black Mesa est un centre de recherche situé dans le désert du Nouveau-Mexique, et le lieu ou se déroule la première partie du jeu vidéo Half-Life. À la suite d'une expérience « manquée » un portail inter-dimensionnel sera créé entre le laboratoire et Xen, permettant une invasion extraterrestre. La zone sera détruite par une explosion nucléaire quelque temps après la catastrophe (voir Opposing Force et Blue Shift). Il semble que ce complexe soit directement inspiré du fantasme que représente la zone 51, centre de recherche se trouvant dans le désert du Nevada, où dans le folklore des men in black avec de multiples références à des développements d’armes inspirées de technologies extra-terrestres ; à des recherches sur le voyage inter-dimensionnel, la présence d’un « homme en noir » G-Man.
- Black Mesa Est est le nom du laboratoire scientifique clandestin créé par l’équipe survivante de Black Mesa. Il est situé dans le pays de l’Est de l’Europe dans lequel l’action du jeu Half-Life 2 se déroule. Ce laboratoire poursuit les recherches entamées à Black Mesa, sur la téléportation notamment. L’équipe est composée d’Eli Vance et sa fille Alyx Vance, ainsi que de Judith Mossman. Le docteur Kleiner, quant à lui, opère directement depuis le centre de Cité 17.
- Cité 17 est la ville dans laquelle Gordon atterrit au début d’Half-Life 2. Il devra d’emblée faire face à une milice violente et sans scrupules. Le gouverneur de Cité 17, qui rêve de ce que peut offrir la présence du Cartel aux hommes, se laisse influencer : il lance une grande campagne pour la stérilisation des hommes, ce qui, à terme, est censé les rendre plus heureux mais les mènera à leur perte - Le Cartel voit la Terre comme un formidable réservoir à ressources, dont ils commencent déjà à modifier l’atmosphère. Il est fort probable qu’il existe d’autres cités du même type un peu partout sur Terre.
- Xen est plus qu’une planète, c’est un archipel d’îles planétaires, d’astéroïdes, flottant dans ce qui semble être une nébuleuse. Dans la série Half-Life, on se réfère souvent à Xen comme au « monde frontière ». La gravité de ce « monde » est très inférieure à celle présente sur Terre, ce qui explique la présence de très nombreuses phases de saut dans cette partie du jeu. Ces aspects laissent à penser que Xen représente une dimension parallèle à la nôtre, avec son propre écosystème (voir section « Xenofaune »). D’un point de vue narratif, Xen est désigné par le Dr Rosenberg dans Blue Shift comme un « monde portail » entrant en jeu dans le « processus de téléportation ».
- Ravenholm est une ancienne ville minière désaffectée qui a été complètement ravagée par le Cartel. Le déroulement dans le niveau laisse à deviner que la résistance s’était établie ici, et que le Cartel a lancé des missiles remplis de crabes de tête (comme ils le font souvent) afin de contaminer la ville de zombies. Ces missiles sont visibles dans le dernier niveau de Episode One, l’explosion de ces derniers engendrerait la libération de quelques crabes de tête. L’histoire précise de la ville reste encore floue et il faudra sûrement attendre une prochaine extension d’Half-Life 2 pour en apprendre plus sur l’historique de la ville, et ce qui est arrivé à ses habitants.
- Nova Prospekt est une ancienne prison pour détenus politiques rattachée à Cité 17. Désormais, elle est devenue une base du Cartel sur Terre, une sorte de laboratoire où sont testés différents produits et techniques sur les humains et les vortigaunts. Nova Prospekt est une phrase polonaise différemment écrite signifiant « Nouvelle Éventualité », ou encore « assimilation obligatoire de croyances ».
- La Citadelle est le quartier général du Dr Breen, proclamé administrateur de la Terre par le Cartel. Cette gigantesque tour, symbole de la tour de Babel, abrite une usine de création des stalkers, ainsi que la plupart des forces armées du Cartel (Combines en anglais) de Cité 17 : hélicoptères, vaisseaux, strider, robot-lame, etc. Le Dr Breen exerce son pouvoir depuis le sommet de la tour, près du générateur à fusion par le vide qui alimente l’immense « répulseur », sorte de marteau mécanique qui éloigne les fourmillions de la ville et de la Citadelle (elle ne supportent pas les vibrations causées par ces « marteaux »).